# Thomasomys aureus
Thomasomys aureus és una espècie de mamífer rosegador de la família dels cricètids. Viu a altituds d'entre 1.460 i 3.850 msnm a Bolívia, Colòmbia, l'Equador, el Perú i Veneçuela. S'alimenta de fruita, llavors, altres tipus de matèria vegetal i insectes. El seu hàbitat natural són els boscos primaris i secundaris. És una espècie en risc mínim, és a dir, no sembla que hi hagi cap amenaça significativa per a la seva supervivència.